# La Volière aux enfants
Pour plus de détails, voir Fiche technique et Distribution.
La Volière aux enfants est un téléfilm français réalisé par Olivier Guignard, diffusé en 2006, s'inspirant de la vie de Marie Pape-Carpantier, pédagogue et fondatrice de l'école maternelle.

## Synopsis
Jeune romantique du XIXe siècle, Marie Pape-Carpantier doit accepter à contrecœur un emploi : elle ne rêve que de littérature et va devoir diriger une des salles d’asile que l’État a créées en 1835. Ces salles d’asiles sont mises en place afin de faire face au nombre croissant d’enfants en bas âge livrés à eux-mêmes pendant la journée, elles sont une sorte de garderie pour ces enfants défavorisés dont les mères sont obligées de travailler. La jeune Marie Carpantier est nommée responsable d’une de ces salles d’asile et accepte à contrecœur, dans un premier temps. Elle se montre découragée de surcroît par le comportement de ces enfants souvent rebelles qui peuplent les rues souvent sans éducation, sans hygiène, ni discipline. Mais Marie prend vite goût au contact et au travail avec les enfants. Elle consacrera toute sa vie à ce projet et parviendra à créer une véritable école digne de ce nom.

## Fiche technique
- Réalisateur : Olivier Guignard
- Scénariste : Nadine Lermite
- Producteur : Quentin Raspail
- Musique du film : Arland Wrigley
- Directeur de la photographie : Dominique Bouilleret
- Montage : Thierry Brunello
- Distribution des rôles : Françoise Menidrey
- Création des décors : Alain Paroutaud
- Création des costumes : Françoise Guégan
- Société de production : France 2
- Pays d'origine : France
- Genre : Film dramatique
- Durée : 90 minutes
- Date de diffusion : 3 octobre 2006
- Lieu de diffusion : France 2

## Distribution
- Marilou Berry : Marie Carpantier
- Quentin Grosset : Adrien
- Jacques Mathou : Neufbourg
- Olivier Sitruk : l'abbé Mauvel
- Rufus : l'évêque
- Antoine De Prekel : Eugène
- Léocadia Rodriguez Henocq : la Grande
- Gérard Chaillou : Claude Pape
- David Rousseau : Léon Pape
- Isabelle Petit-Jacques : Madame Pape
- Gwennola Bothorel : la mère d'Adrien
- Lou Chedeville : Langepol
- Christiane Cohendy : Madame Tourmante
- Jean Dell : Monsieur Chaumar
- Pascal Demolon : l'homme manufacture 1
- Jocelyne Desverchère : la mère de Langepol
- Patrick Dordoigne : Marcel, le père d'Adrien
- France Ducateau : Dame patronnesse 2
- Pascal Elso : le maire
- Bruno Guillot : l'homme manufacture 2
- Frédéric Gélard : le docteur
- Catherine Hosmalin : Madame Carpantier
- Maxime Jarry : le Génie
- Zélie Jobert : la Jeannou
- Patrice Juiff : Adrien adulte
- Philippe Loussier : L'instituteur 1
- Monique Mauclair : Dame patronnesse 1
- Jean-Charles Modet : l'instituteur 2
- Maurice Mons : le concierge
- Doriane Moretus : la mère de Jeannou
- Isabelle Petit-Jacques : Madame Pape
- Muriel Racine : Mère 1
- Clémence Thioly : la mère d'Eugène
- Marie-Lorna Vaconsin : la marchande de fleurs